# 罗德尼 - 斯塔基 (南卡罗来纳州)
罗德尼 - 斯塔基（英文：Stuckey），是美国南卡罗来纳州下属的一座城市。城市类型是“Town”。其面积大约为0.94平方英里（2.42平方公里）。根据2010年美国人口普查，该市有人口245人，人口密度约为每平方 英里262.03人（约合每平方公里101.17人）。